# Styloctetor
Styloctetor és un gènere d'aranyes araneomorfes de la subfamília dels erigonins, dins de la família Linyphiidae. Es poden trobar a la zona holàrtica: Àsia i  Nord d'Àfrica:
És sinònim del gènere Anacotyle Simon, 1926
Fou descrit per primera vegada per  Eugène Louis Simon l'any 1884.

## Llista d'espècies
Segons The World Spider Catalog 12.0:
- Styloctetor austerus (L. Koch, 1884)
- Styloctetor lehtineni Marusik & Tanasevitch, 1998
- Styloctetor logunovi (Eskov & Marusik, 1994)
- Styloctetor okhotensis (Eskov, 1993)
- Styloctetor purpurescens (Keyserling, 1886)
- Styloctetor romanus (O. Pickard-Cambridge, 1872) (Espècie tipus)
- Styloctetor stativus (Simon, 1881)
- Styloctetor tuvinensis Marusik & Tanasevitch, 1998